# Điện ảnh năm 2008
Điện ảnh 2008 liên quan đến nhiều sự kiện điện ảnh chính. Các phim điện ảnh có doanh thu cao nhất trong năm là Kung Fu Panda, Kỵ sĩ bóng đêm, WALL-E và Indiana Jones và vương quốc sọ người.

## Phim có doanh thu cao nhất
| Hạng | Tựa đề                                | Hãng phát hành | Doanh thu toàn cầu |
| ---- | ------------------------------------- | -------------- | ------------------ |
| 1    | Kỵ sĩ bóng đêm                        | Warner Bros.   | 997.000.000 USD    |
| 2    | Indiana Jones và vương quốc sọ người  | Paramount      | 786.636.033 USD    |
| 3    | Kung Fu Panda                         | Paramount      | 631.744.560 USD    |
| 4    | Siêu nhân cái bang                    | Columbia       | 624.386.746 USD    |
| 5    | Mamma Mia!                            | Universal      | 609.841.637 USD    |
| 6    | Madagascar 2: Tẩu thoát đến Phi Châu  | Paramount      | 603.900.354 USD    |
| 7    | Định mức khuây khỏa                   | MGM / Columbia | 586.090.727 USD    |
| 8    | Người Sắt                             | Paramount      | 585.174.222 USD    |
| 9    | WALL-E                                | Disney         | 533.281.433 USD    |
| 10   | Biên niên sử Narnia: Hoàng tử Caspian | Disney         | 419.665.568 USD    |